# Winden (Ingolstadt)
Winden ([ˈvɪndn̩] ) ist ein Gemeindeteil der kreisfreien Stadt Ingolstadt (Oberbayern, Bayern).

## Geographie
Das Kirchdorf Winden liegt etwa acht Kilometer südsüdwestlich der Stadtmitte von Ingolstadt.

## Geschichte
Winden war seit 1818 (Zweites Gemeindeedikt) eine selbstständige Ruralgemeinde (ab 1835 Landgemeinde genannt) im Bereich des Landgerichtes Neuburg an der Donau. Bei der Trennung von Justiz und Verwaltung ab 1. Juli 1862 kam die Gemeinde in den Zuständigkeitsbereich des Bezirksamtes Neuburg. Mit der Einführung des Gerichtsverfassungsgesetzes wurde die Gemeinde am 1. Oktober 1879 dem Amtsgericht Ingolstadt zugeteilt. Am 1. Januar 1880 folgte bezüglich der Verwaltung der Wechsel zum Bezirksamt Ingolstadt (ab 1939: Landratsamt Ingolstadt).
Die Gemeinde schloss sich im Zuge der Gebietsreform in Bayern zunächst am 1. April 1971 der Gemeinde Zuchering an und wurde mit dieser am 1. Juli 1972 in die Stadt Ingolstadt eingegliedert. Winden gehört zum Stadtbezirk Süd von Ingolstadt.

## Baudenkmäler
Die Katholische Kirche St. Andreas ist eine Chorturmkirche aus dem 13. Jahrhundert, barock erweitert und überformt 1757–1771; sie ist eine Filiale der Pfarrei Zuchering, Dekanat Pfaffenhofen im Bistum Augsburg. Weitere Baudenkmäler sind die Häuser im Glöckelweg 9, 10 und 26 sowie eine Feldkapelle in der Nähe des Dreiweiherweges, alle aus dem 19. Jahrhundert.